# Gunung Megang Dalam
Gunung Megang Dalam is een bestuurslaag in het regentschap Muara Enim van de provincie Zuid-Sumatra, Indonesië. Gunung Megang Dalam telt 4599 inwoners (volkstelling 2010).